# João Lourenço (ator)
João Lourenço (Lisboa, 21 de julho de 1944) é um ator e encenador português.

## Carreira
Inicia-se na rádio em 1952, como intérprete da Emissora Nacional. Estreia-se no teatro em 1957 na Companhia Rey Colaço-Robles Monteiro (Teatro Nacional) em D. Inez de Portugal, de Alexandre Casona, encenado por Robles Monteiro. 
Em 1959 ingressa no Teatro Nacional Popular, companhia dirigida por Ribeirinho. Quando esta termina, trabalha durante alguns anos em diversas companhias dos empresários Vasco Morgado e Giuseppe Bastos. Interpreta, entre outros, autores como Samuel Beckett, Bernard Shaw, William Shakespeare, Frederico Garcia Lorca, John Steinbeck, Molière, Goldoni, Beaumarchais, Lope de Vega
Em 1958, protagoniza o primeiro folhetim produzido pela RTP, ainda em directo, Enquanto Os Dias Passam, de Armando Vieira Pinto. Em 1960 estreia- -se no cinema em A Ribeira da Saudade, realizado por João Mendes. Em 1966/67 funda, com Irene Cruz, Morais e Castro e Rui Mendes o Grupo 4, uma sociedade de actores, independente do Estado. Em 1971 participa, no Brasil, com Amália Rodrigues e Irene Cruz, na novela Os Deuses Estão Mortos, de Lauro César Moniz, produzida pela Tv-Record de São Paulo
Estreia-se na encenação em 1973, dirigindo na Casa da Comédia a peça Oh Papá, Pobre Papá a Mamã Meteu-te no Armário e Eu Estou Tão Triste, de Arthur Kopit.
Em 1982 funda o Novo Grupo do Teatro Aberto, para o qual tem encenado a maior parte dos seus espectáculos. Em 1985, estreia-se na encenação de ópera, no Teatro Nacional de São Carlos, com Ascensão e Queda da Cidade de Mahagonny, de Brecht/Weill. 
Inaugurou o novo Teatro Aberto em 2002 com a encenação de Peer Gynt, de Ibsen. Entre as suas encenações mais recentes, contam-se Amor e Informação, Constelações, O Pai, Noite Viva, A Verdade,A Mentira, Golpada  e Só Eu Escapei.
Participou em 1988 nas comemorações do 90° aniversário do nascimento de Bertolt Brecht em Berlim Leste, com uma comunicação sobre as suas encenações das peças de Brecht em Portugal.
Foi premiado com distinções de melhor encenador e melhor espetáculo, pela Associação Portuguesa de Críticos, Globos de Ouro, Secretaria de Estado da Cultura, Casa da Imprensa, Câmara Municipal de Lisboa e diversos títulos da imprensa. A 9 de junho de 1993, foi agraciado com o grau de Comendador da Ordem do Mérito.
Recebeu do Governo Português a Medalha de Mérito Cultural em março de 2022. 